# Enrique Triverio
Enrique Luis Triverio (Aldao, Provincia de Santa Fe, Argentina; 31 de diciembre de 1988) es un futbolista argentino. Juega como delantero y su primer equipo fue Unión de Sunchales. Actualmente milita en Always Ready de la Primera División de Bolivia. Es el hermano mayor de los también futbolistas Gaspar y Baltazar Triverio.

## Trayectoria

### Unión de Sunchales
Desde el 2008 al 2011 se desempeñó en Unión de Sunchales.

### Gimnasia y Esgrima (J)
En la temporada 2011-12 vistió la camiseta de Gimnasia y Esgrima (J). 

### Juventud Antoniana
En 2012-13 pasó a Juventud Antoniana, donde disputó 37 partidos y convirtió 13 goles. 

### Argentinos Juniors
Posteriormente, arribó a Argentinos Juniors de la mano de Ricardo Caruso Lombardi para jugar en Primera División. En el Bicho actuó en 2013, donde se desempeñó en 11 encuentros y marcó un tanto.

### Defensa y Justicia
En el primer semestre de 2014 se sumó a Defensa y Justicia, donde formó parte del plantel que logró el ascenso a Primera División. En el Halcón de Varela estuvo presente en 15 ocasiones (ocho como titular) y convirtió dos goles. 

### Unión de Santa Fe
A mediados de 2014 se incorporó a Unión (SF), a préstamo por 18 meses. Allí se reencontró con Claudio Guerra, con quien había compartido plantel en Defensa y Justicia, y juntos formaron una dupla ofensiva letal que llevó al Tatengue a Primera División. Además, junto a Ignacio Malcorra, fueron los únicos dos jugadores que estuvieron presentes en todos los partidos del torneo.
Ya en Primera División, tuvo un rendimiento sobresaliente, convirtiendo 9 goles en 12 partidos y quedando a solo uno de Marco Ruben, el máximo artillero del torneo hasta el receso de mitad de año. En ese momento, fue transferido al Toluca, de México.

### Toluca
Fue observado por José Saturnino Cardozo en su gira por Argentina, lo convence su capacidad de gol, ahí el Diablo Mayor hace su petición al Toluca para ficharlo, es así como el 30 de junio del 2015, junto con quien sería su compañero en la delantera Fernando Uribe y Darío Bottinelli es presentado como refuerzo de los Diablos Rojos, con el dorsal 21, llegando en compra definitiva y por un contrato de 3 años.
Allí, convirtió su primer gol en la Liga MX ante Tigres UANL en la fecha 1 del Torneo Apertura 2015, con asistencia de Francisco Gamboa donde los Diablos Rojos se llevaron la victoria con su gol, en el Estadio Universitario.
Mientras que su primer tanto en la Copa MX lo hizo en la llave 1 en el partido de ida, Toluca obtuvo el triunfo 4-2 sobre el Necaxa anotando el último gol del encuentro a pase de Moisés Velasco.
Es nombrado como el matador de los cuatro grandes por la prensa mexicana, a raíz de haberle encajado gol a los llamados grandes del fútbol mexicano: Pumas, Chivas, América y Cruz Azul.
En la jornada 17 del Apertura 2015, es nombrado el jugador de la semana y de nuevo ingresa en el 11 ideal de la Liga MX por su destacada participación contra Monterrey, donde logró un doblete y amarró la participación del Toluca en la Copa Libertadores.

### Racing Club
En agosto de 2017 llega a Racing a cambio de 1 500 000 dólares por el 50% del pase, firmando un contrato por cuatro años.

## Estadísticas
- Actualizado al 13 de agosto de 2025

| Club                         | Div.                | Temporada           | Liga  | Liga  | Copa nacional | Copa nacional | Copa internacional | Copa internacional | Total | Total |
| Club                         | Div.                | Temporada           | Part. | Goles | Part.         | Goles         | Part.              | Goles              | Part. | Goles |
| ---------------------------- | ------------------- | ------------------- | ----- | ----- | ------------- | ------------- | ------------------ | ------------------ | ----- | ----- |
| Unión (S) Argentina          | 3.ª                 | 2008/09             | ?     | 3     | -             | -             | -                  | -                  | ?     | 3     |
| Unión (S) Argentina          | 3.ª                 | 2009/10             | ?     | 7     | -             | -             | -                  | -                  | ?     | 7     |
| Unión (S) Argentina          | 3.ª                 | 2010/11             | ?     | 4     | -             | -             | -                  | -                  | ?     | 4     |
| Unión (S) Argentina          | Total               | Total               | 84    | 14    | -             | -             | -                  | -                  | 84    | 14    |
| Gimnasia (J) Argentina       | 2.ª                 | 2011/12             | 24    | 0     | 0             | 0             | -                  | -                  | 24    | 0     |
| Gimnasia (J) Argentina       | Total               | Total               | 24    | 0     | 0             | 0             | -                  | -                  | 24    | 0     |
| Juv. Antoniana Argentina     | 3.ª                 | 2012/13             | 33    | 10    | 4             | 3             | -                  | -                  | 37    | 13    |
| Juv. Antoniana Argentina     | Total               | Total               | 33    | 10    | 4             | 3             | -                  | -                  | 37    | 13    |
| Argentinos Juniors Argentina | 1.ª                 | 2013/14             | 11    | 1     | -             | -             | -                  | -                  | 11    | 1     |
| Argentinos Juniors Argentina | Total               | Total               | 11    | 1     | -             | -             | -                  | -                  | 11    | 1     |
| Defensa y Justicia Argentina | 2.ª                 | 2013/14             | 15    | 2     | -             | -             | -                  | -                  | 15    | 2     |
| Defensa y Justicia Argentina | Total               | Total               | 15    | 2     | -             | -             | -                  | -                  | 15    | 2     |
| Unión Argentina              | 2.ª                 | 2014                | 20    | 8     | -             | -             | -                  | -                  | 20    | 8     |
| Unión Argentina              | 1.ª                 | 2015                | 12    | 9     | 1             | 0             | -                  | -                  | 13    | 9     |
| Unión Argentina              | Total               | Total               | 32    | 17    | 1             | 0             | -                  | -                  | 33    | 17    |
| Toluca · México              | 1.ª                 | 2015/16             | 33    | 16    | 2             | 2             | 5                  | 4                  | 40    | 22    |
| Toluca · México              | 1.ª                 | 2016/17             | 21    | 5     | 10            | 5             | -                  | -                  | 31    | 10    |
| Toluca · México              | 1.ª                 | 2017                | 2     | 1     | 1             | 2             | -                  | -                  | 3     | 3     |
| Toluca · México              | 1.ª                 | 2018/19             | 21    | 5     | 1             | 0             | 1                  | 0                  | 23    | 5     |
| Toluca · México              | 1.ª                 | 2020/21             | 36    | 1     | 0             | 0             | -                  | -                  | 36    | 1     |
| Toluca · México              | Total               | Total               | 113   | 28    | 14            | 9             | 6                  | 4                  | 133   | 41    |
| Racing Argentina             | 1.ª                 | 2017/18             | 17    | 1     | 2             | 0             | 4                  | 1                  | 23    | 2     |
| Racing Argentina             | Total               | Total               | 17    | 1     | 2             | 0             | 4                  | 1                  | 23    | 2     |
| Querétaro · México           | 1.ª                 | 2019/20             | 19    | 2     | 6             | 2             | -                  | -                  | 25    | 4     |
| Querétaro · México           | Total               | Total               | 19    | 2     | 6             | 2             | -                  | -                  | 25    | 4     |
| Huracán Argentina            | 1.ª                 | 2021                | 18    | 3     | -             | -             | -                  | -                  | 18    | 3     |
| Huracán Argentina            | Total               | Total               | 18    | 3     | -             | -             | -                  | -                  | 18    | 3     |
| The Strongest · Bolivia      | 1.ª                 | 2022                | 41    | 15    | -             | -             | 11                 | 4                  | 52    | 19    |
| The Strongest · Bolivia      | 1.ª                 | 2023                | 28    | 22    | 6             | 0             | 6                  | 4                  | 40    | 26    |
| The Strongest · Bolivia      | 1.ª                 | 2024                | 32    | 10    | -             | -             | 7                  | 3                  | 39    | 13    |
| The Strongest · Bolivia      | 1.ª                 | 2025                | 12    | 7     | 4             | 0             | 2                  | 0                  | 18    | 7     |
| The Strongest · Bolivia      | Total               | Total               | 113   | 54    | 10            | 0             | 26                 | 11                 | 149   | 65    |
| Always Ready · Bolivia       | 1.ª                 | 2025                | 2     | 0     | 2             | 1             | -                  | -                  | 4     | 1     |
| Always Ready · Bolivia       | Total               | Total               | 2     | 0     | 2             | 1             | -                  | -                  | 4     | 1     |
| Total en su carrera          | Total en su carrera | Total en su carrera | 481   | 132   | 39            | 15            | 36                 | 16                 | 556   | 163   |

## Palmarés

### Campeonatos nacionales
| Título           | Club          | País    | Año  |
| ---------------- | ------------- | ------- | ---- |
| Primera División | The Strongest | Bolivia | 2023 |

### Otros logros
| Título                     | Club               | País      | Año  |
| -------------------------- | ------------------ | --------- | ---- |
| Ascenso a Primera División | Defensa y Justicia | Argentina | 2014 |
| Ascenso a Primera División | Unión de Santa Fe  | Argentina | 2014 |